# Pacífico (stanice metra v Madridu)
Pacífico (plným názvem španělsky Estación de Pacífico) je stanice metra v Madridu. Nachází se při křižovatce ulic Calle del Doctor Esquerdo a Avenida de la Ciudad de Barcelona. Leží v městském obvodu Retiro v jihovýchodní části města. Stanice dostala své jméno podle historického názvu ulice Avenida de la Ciudad de Barcelona, který zněl Calle de Pacífico. Název, který byl změněn po španělské občanské válce, odkazoval na Tichý oceán, na jehož pobřeží v roce 1865 španělská armáda vybojovala několik vítězství. Stanice umožňuje přestup mezi linkou 1 a linkou 6 a spadá do tarifního pásma A. Je bezbariérově přístupná.

## Historie
Stanice na starší lince 1 byla vystavěna jako součást úseku  Atocha – Puente de Vallecas, který byl slavnostně otevřen 8. května 1923. Hlavním architektem, který se na stavbě podílel, byl Antonio Palacios, který navrhl i mnoho dalších stanic madridského metra. Nástupiště o délce 60 m byla v 60. letech prodloužena na 90 m, čímž se poškodila původní výzdoba stanice. Zachoval se pouze originální vestibul, který zůstal neporušený do současnosti.
Část stanice na okružní lince 6 byla veřejnosti otevřena  11. října 1979. Byla součástí první fáze výstavby okruhu mezi stanicemi Cuatro Caminos a právě Pacífico. Linka zde končila až do 7. května 1981, kdy byl otevřen další úsek až po Oporto.

## Popis
Podzemní stanice je přestupní a nachází se pod významnou křižovatkou. Linky, které se zde kříží, svírají přibližně pravý úhel. Nástupiště linky 6 jsou hlouběji pod zemí než ta na lince 1. Stanicí procházejí na každé lince dvě koleje. Vlaky linky 1 zastavují u dvou postranních nástupišť. V části pro linku 6 je situace komplikovanější. Využívá se zde tzv. španělské řešení. To znamená, že stanice má dvě postranní nástupiště a jedno ostrovní, ke kterému je přístup z obou kolejí. Z vlaku je tedy umožněn výstup na obě strany zároveň s tím, že jedna strana je určena primárně pro vystupování a druhá pro nastupování.
Stanice je vybavena výtahy, které umožňují bezbariérový přístup až na nástupiště.
Nedaleko stanice se nachází elektrárna Pacífico, která byla otevřena v roce 1923. Až do 70. let vyráběla elektřinu pro madridské metro, ale i pro samotné město. Společně s uzavřenou stanicí Chamberí nyní slouží jako výstavní prostor a muzeum.

## Provoz
Pacífico leží na dvou linkách metra v Madridu:
- Linka 1 (mezi stanicemi Menéndez Pelayo a Puente de Vallecas)
- Linka 6 (mezi stanicemi Conde de Casal a Méndez Álvaro)

Stanice slouží také jako zastávka pro mnohé autobusové linky. U stanice zastavují autobusy: 8, 10, 24, 37, 54, 56, 57, 136, 141, 156, 310 a noční autobusy N10 a N25.

## Fotogalerie

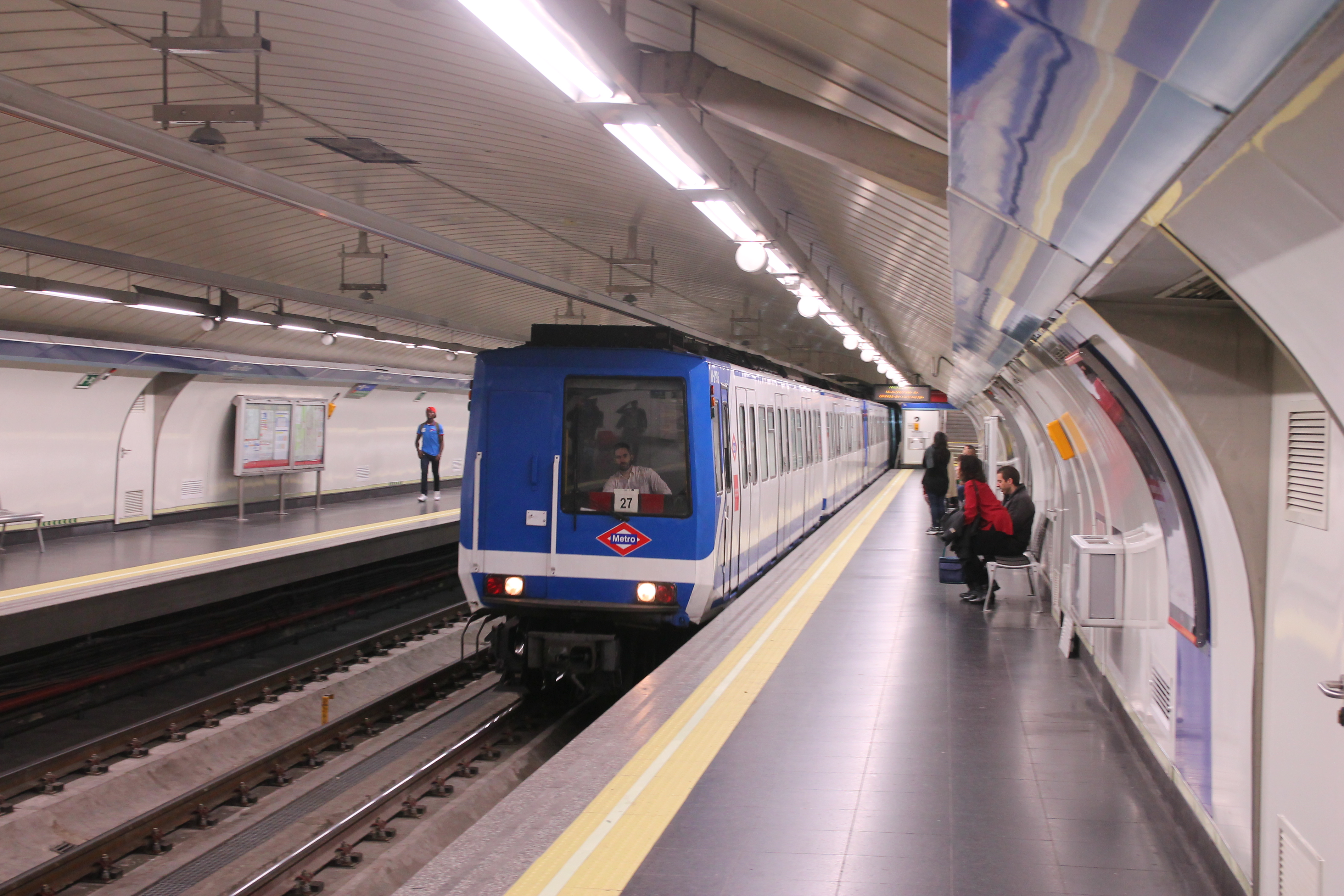
Nástupiště linky 1
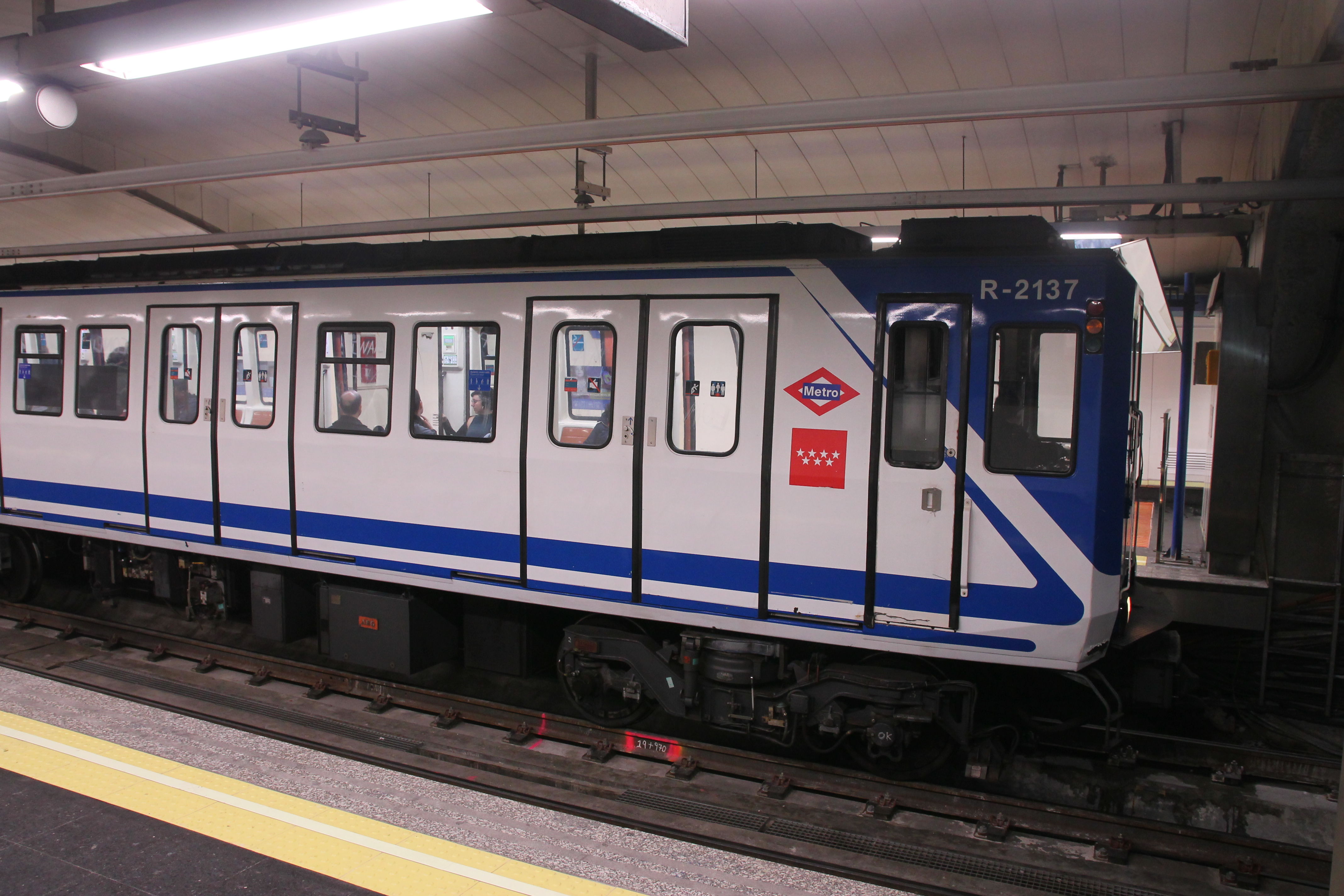
Vlak řady 2000A na lince 1
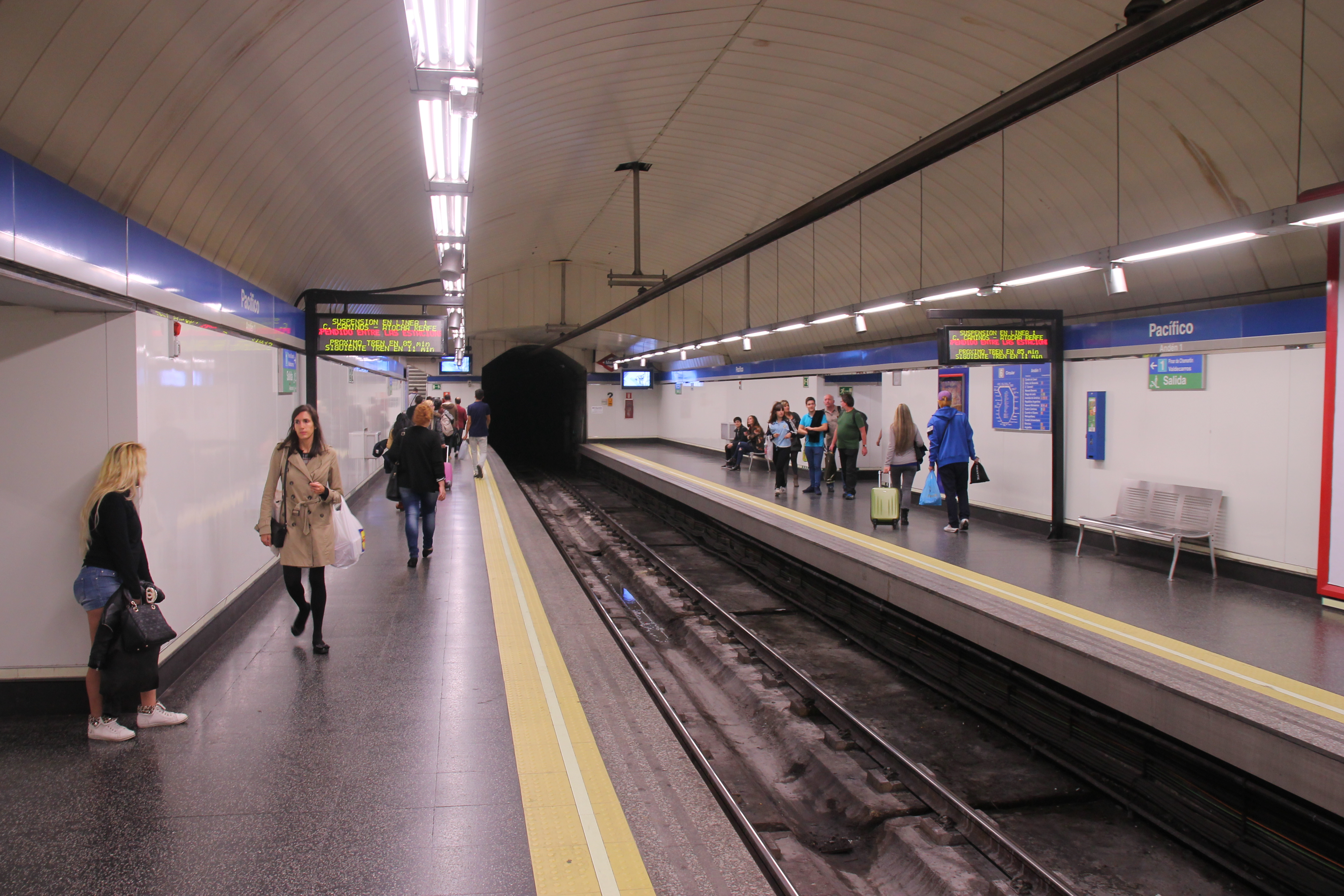
Jedno z nástupišť linky 6
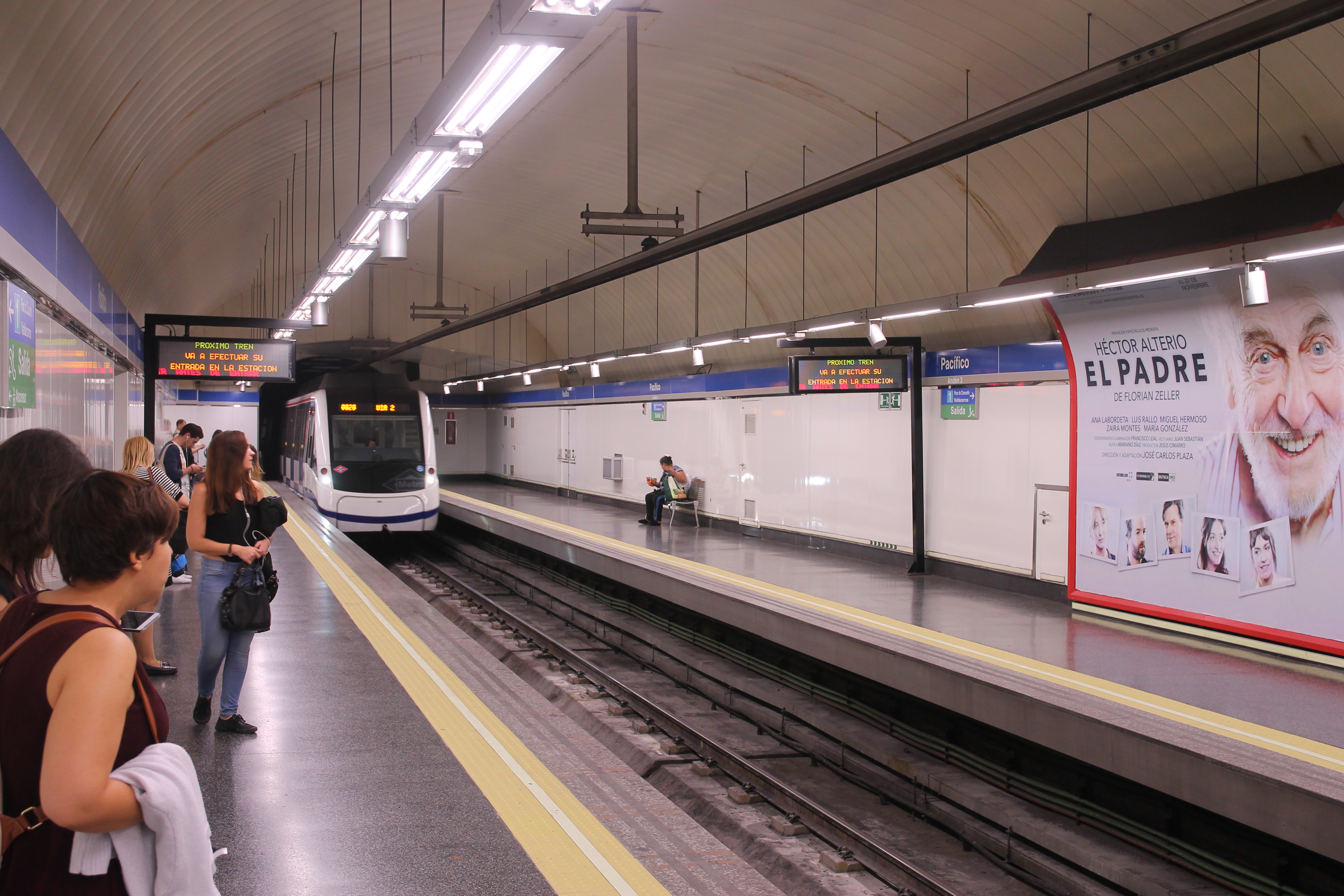
Vlak řady 8400 na lince 6
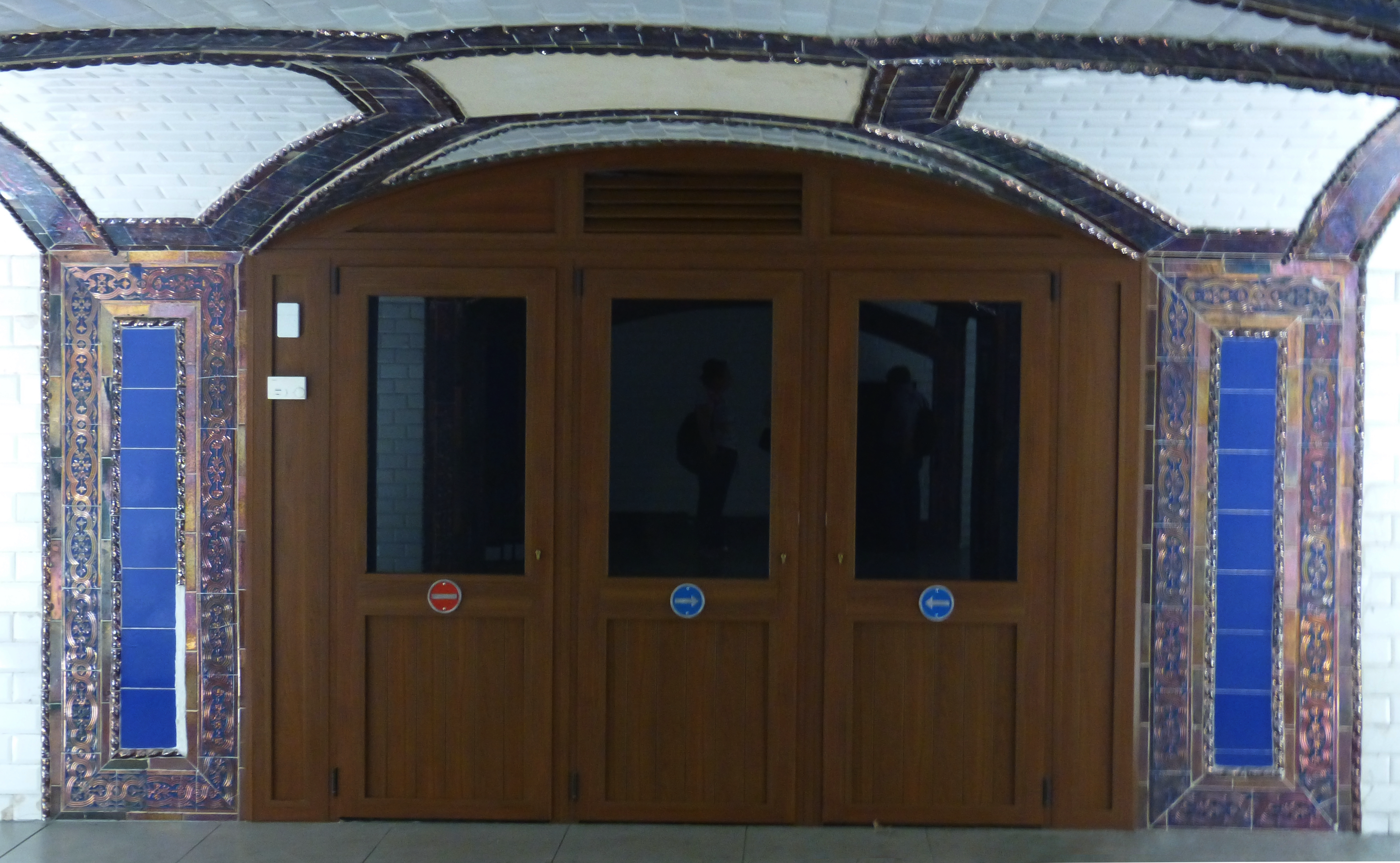
Původní vstup do stanice z roku 1923
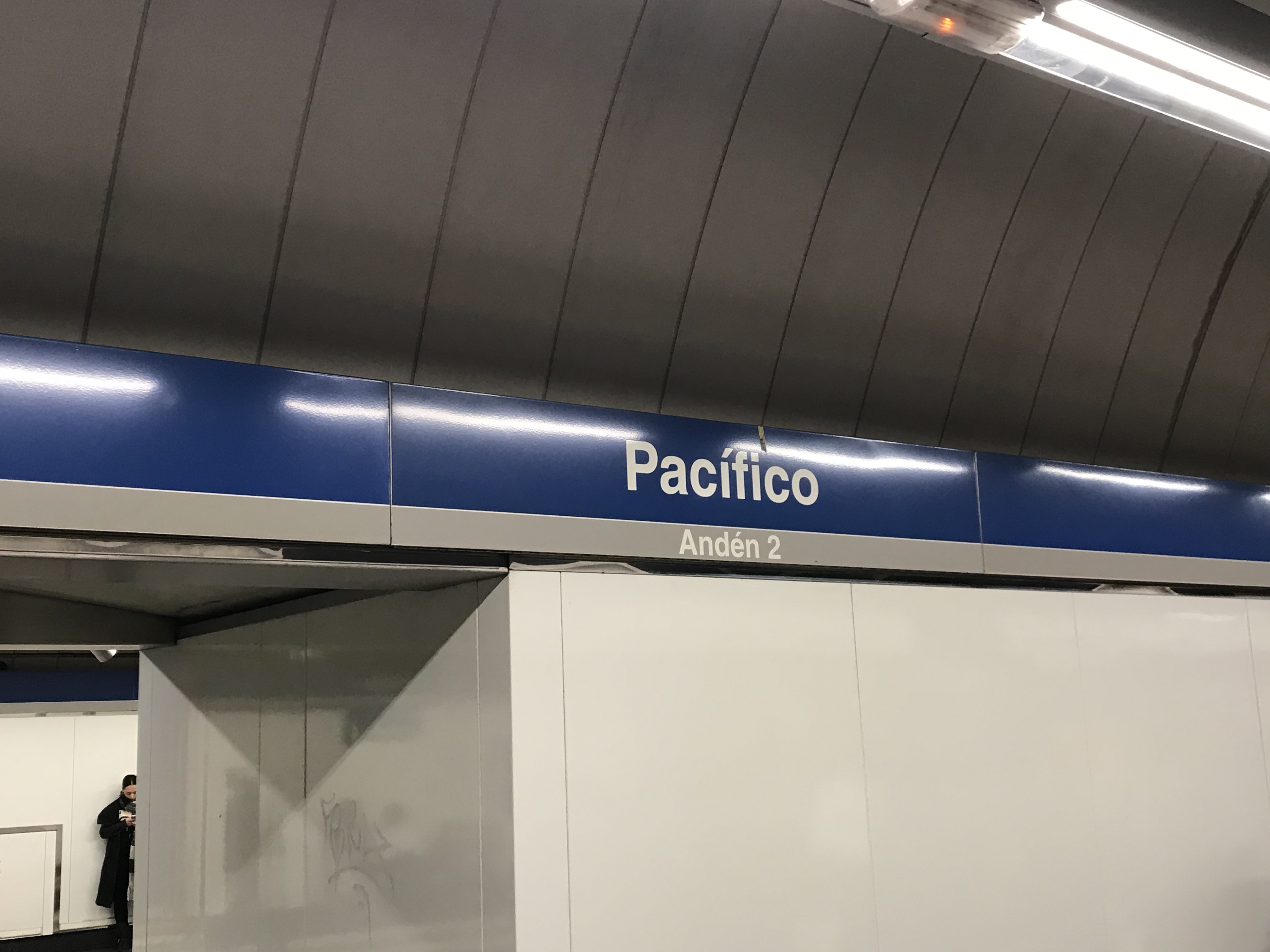
Cedule na nástupišti
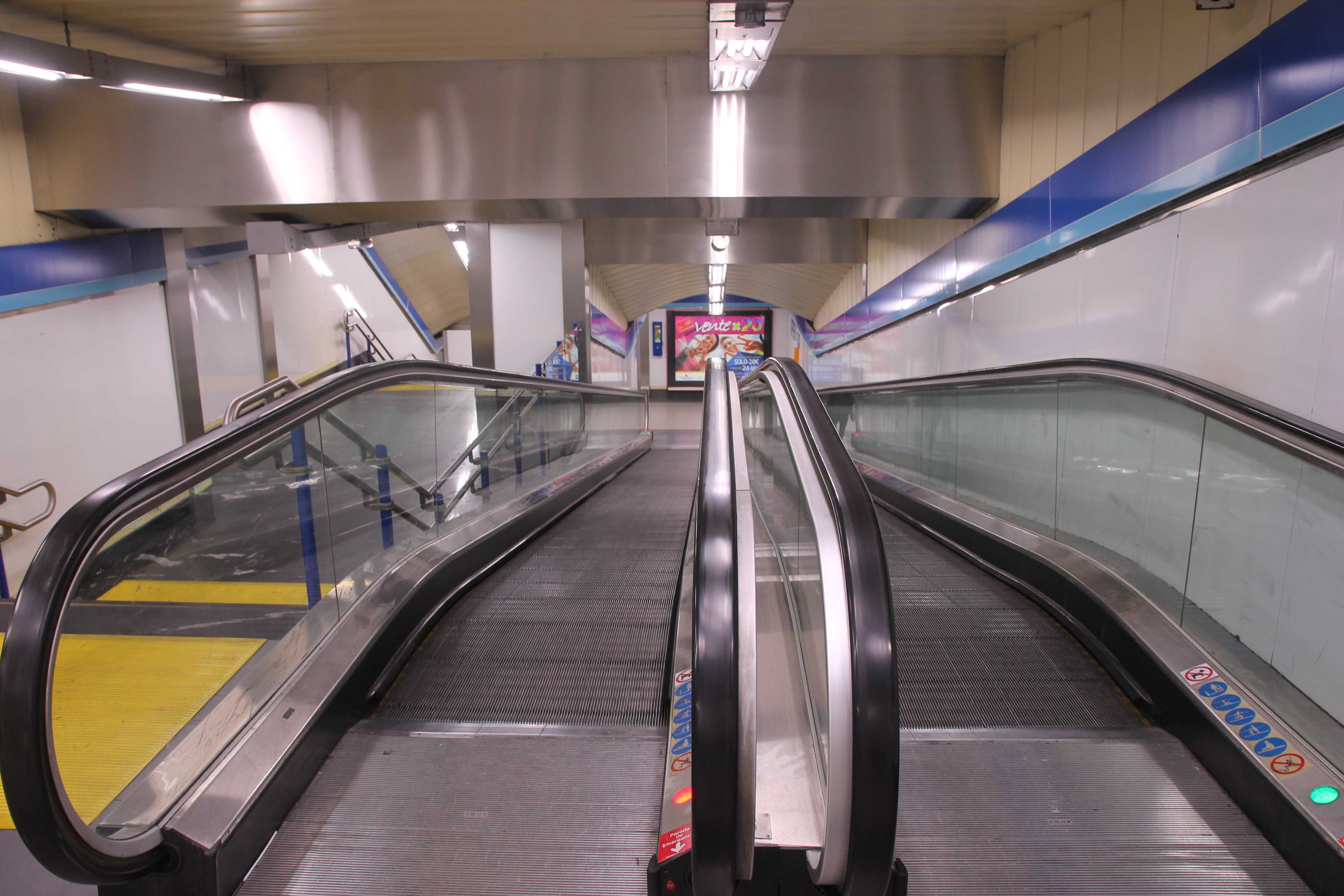
Přestup mezi linkami po eskalátorech